# Bon Scott
Ronald Belford Scott (Forfar, Angus, Escocia, 9 de julio de 1946 - Londres, 19 de febrero de 1980), conocido como Bon Scott, fue un músico, cantante y compositor británico naturalizado australiano.
Scott es célebre por haber sido el segundo vocalista de la banda de hard rock AC/DC desde 1974 hasta su muerte en el año 1980, sustituyendo a Dave Evans, quien solo participó en dos sencillos de la banda, por lo que muchos consideran a Bon como el cantante original, ya que fue él quien participó en la primera discografía de AC/DC. Después de su muerte, los miembros de la banda eligieron a Brian Johnson para que reemplazara a Bon. Fue introducido en el Salón de la Fama del rock and roll junto a los miembros actuales de AC/DC en el año 2003.
Además Bon se encuentra en el quinto lugar en la lista de Los 100 mejores vocalistas del metal de todos los tiempos según Hit Parader.

## Primeros años
Bon Scott nació en Forfar (Escocia) en 1946, hijo de Charles e Isabelle Scott, pasando sus primeros 6 años en la ciudad de Kirriemuir. En 1952, los Scott son una de los cientos de familias que emigraron del Reino Unido hacia Australia. Inicialmente se instalaron en Sunshine, un suburbio de Melbourne, pero en 1956 se trasladaron a Fremantle, donde Scott aprendió a tocar el tambor y la gaita en la Coastal Scottish Pipe Band WA. Siempre tuvo problemas con la autoridad, y como resultado fue expulsado de la escuela con 15 años. Scott pasó un breve periodo en la prisión de Fremantle, en un centro de evaluación, y nueve meses en la Institución Juvenil Riverbank por unos cargos por dar una falsa identidad a la policía, haber escapado de la custodia legal y robar doce galones de petróleo. Sirvió brevemente en el Ejército de Tierra de Australia, pero lo licenciaron por su inadaptación social.

## Inicio como cantante de rock
Después de su primera banda, The Spektors (como vocalista y ocasionalmente baterista), formó el grupo The Valentines, como cantante junto a Vince Lovegrove. The Valentines grabaron varias canciones escritas por George Young de The Easybeats incluyendo Every Day I Have To Cry. Durante su permanencia con The Valentines, Scott fue uno de los primeros músicos de rock australianos en ser arrestado por posesión de marihuana. Scott se trasladó a Adelaida y se unió al grupo de rock psicodélico Fraternity. La banda sacó dos LP (Livestock y Flaming Galah) después de mudarse a Sídney y hacer una gira por Europa en 1971.
En 1973, después de volver de una gira por Inglaterra, Fraternity se separó. En ese periodo, Scott se unió a un grupo llamado Peter Head's Mount Lofty Rangers. Después de uno de los ensayos, Scott tuvo un accidente de moto y sufrió serias lesiones. El grupo Fraternity volvió a unirse, pero Scott fue reemplazado por el cantante Jimmy Barnes.

## AC/DC

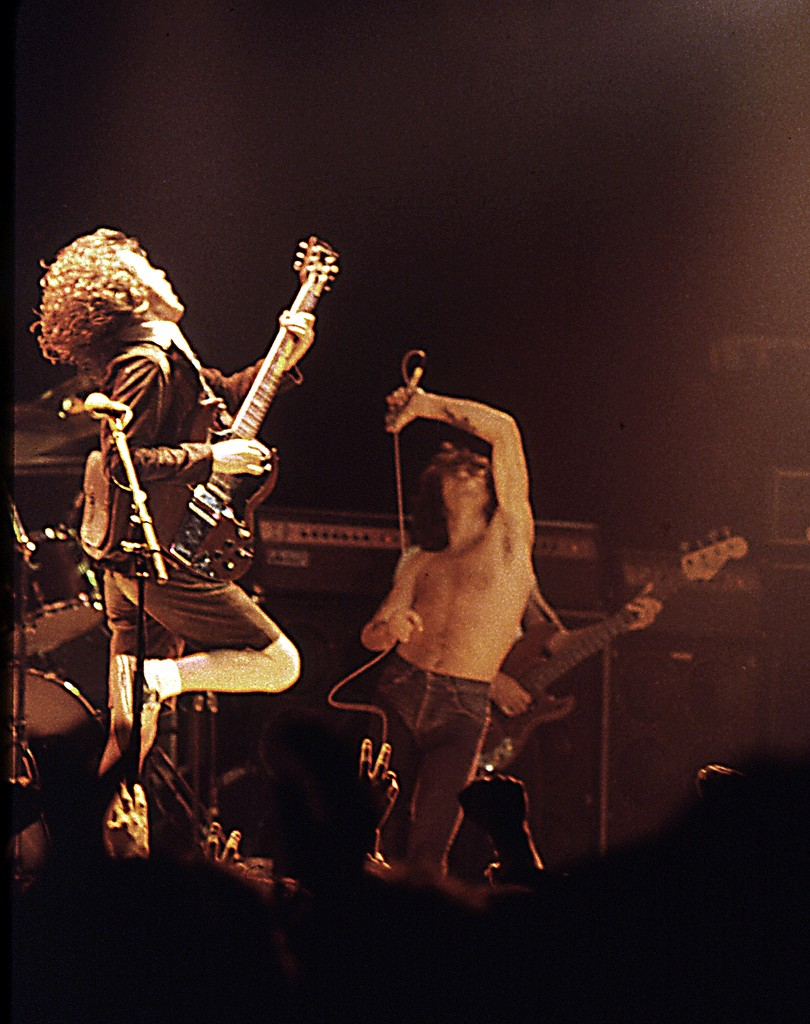
Bon Scott (centro), en la foto con el guitarrista Angus Young (izquierda) y el bajista Cliff Williams (atrás), actuando en el Ulster Hall en agosto de 1979.

Al año siguiente, mientras realizó algún que otro trabajo en la escena musical de Adelaida, Scott conoció a los miembros de AC/DC ya que conducía la furgoneta en la que iba el grupo. Según palabras textuales de Malcolm Young "conducía como un loco y a toda velocidad". AC/DC lo habían formado los hermanos Angus y Malcolm Young. Scott quedó impresionado por el impulso y la energía de la banda, y los hermanos Young a su vez se sorprendieron con el experimentado cantante. De esta manera, AC/DC despide en 1974 a Dave Evans, su cantante original, que fue reemplazado por Scott.
En enero de 1975, grabaron su primer álbum (aunque solo para Australia), llamado High Voltage. Les llevó diez días, y está basado en canciones instrumentales escritas por los hermanos Young, con letras escritas por Scott. Al cabo de unos pocos meses, la formación se estabilizó: Scott, los hermanos Young, el bajista Mark Evans y el batería Phil Rudd. Más tarde, ese mismo año, editaron el sencillo «It's a Long Way to the Top (If You Wanna Rock 'n' Roll)», que se convirtió en un himno. Este tema se incluye en su segundo álbum, T.N.T., que se publicó solo en Australia y Nueva Zelanda. En el álbum aparece otra clásica canción, «High Voltage».
En 1975, firmaron un contrato internacional con Atlantic Records y comenzaron una gira mundial, con la que ganaron una valiosa experiencia, tocando junto a grandes del hard rock, como Kiss, Aerosmith, Styx, Blue Öyster Cult y Cheap Trick entre otros.
El grupo realizó otros dos discos en Australia: High Voltage (1975) y Dirty Deeds Done Dirt Cheap (1976). El material de ambos álbumes sirvió para elaborar el High Voltage para Estados Unidos. En otoño de 1977, publicaron Let There Be Rock. Al año siguiente, se incorporó Cliff Williams, quien se ocuparia del bajo, en el disco Powerage. Todos esos álbumes fueron producidos por Banda y George Young. El ambiente de sus conciertos se refleja en If You Want Blood You've Got It. AC/DC se fue de gira con artistas como Alice Cooper, Rush, Aerosmith, Ted Nugent, Boston, Black Sabbath, Cheap Trick, Heart, Scorpions, Molly Hatchet, Ronnie Montrose, Nazareth, UFO, Journey, Foreigner, Van Halen, Styx, Blue Öyster Cult, Alvin Lee, Rainbow, Savoy Brown, REO Speedwagon, The Doobie Brothers, Thin Lizzy y The Who.
Al mando de AC/DC, Scott ha sido uno de los más carismáticos líderes musicales de Australia. Su actitud descarada y bravucona en escena y su peculiar timbre de voz, se combinaron para hacer que su imagen sea una de la más recordadas de la historia del rock. Sin embargo, Scott también era conocido por sus problemas con el alcohol, problemas que finalmente serían la causa de su muerte cuando el grupo se encontraba en un momento de gran popularidad.
Lo que realmente les abrió las puertas al éxito, fue Highway to Hell (1979), producido por Mutt Lange, para muchos su mejor álbum y que alcanzó el decimoséptimo puesto en las listas estadounidenses y el octavo, en las británicas; fue el primero de sus trabajos en conseguir un millón de copias vendidas y figura en la lista de los 500 álbumes indispensables, elaborada por la revista Rolling Stone. El tema principal del LP, la canción «Highway to hell», acabaría convirtiéndose para muchos en todo un himno del rock and roll, de finales de los 70.

## Fallecimiento

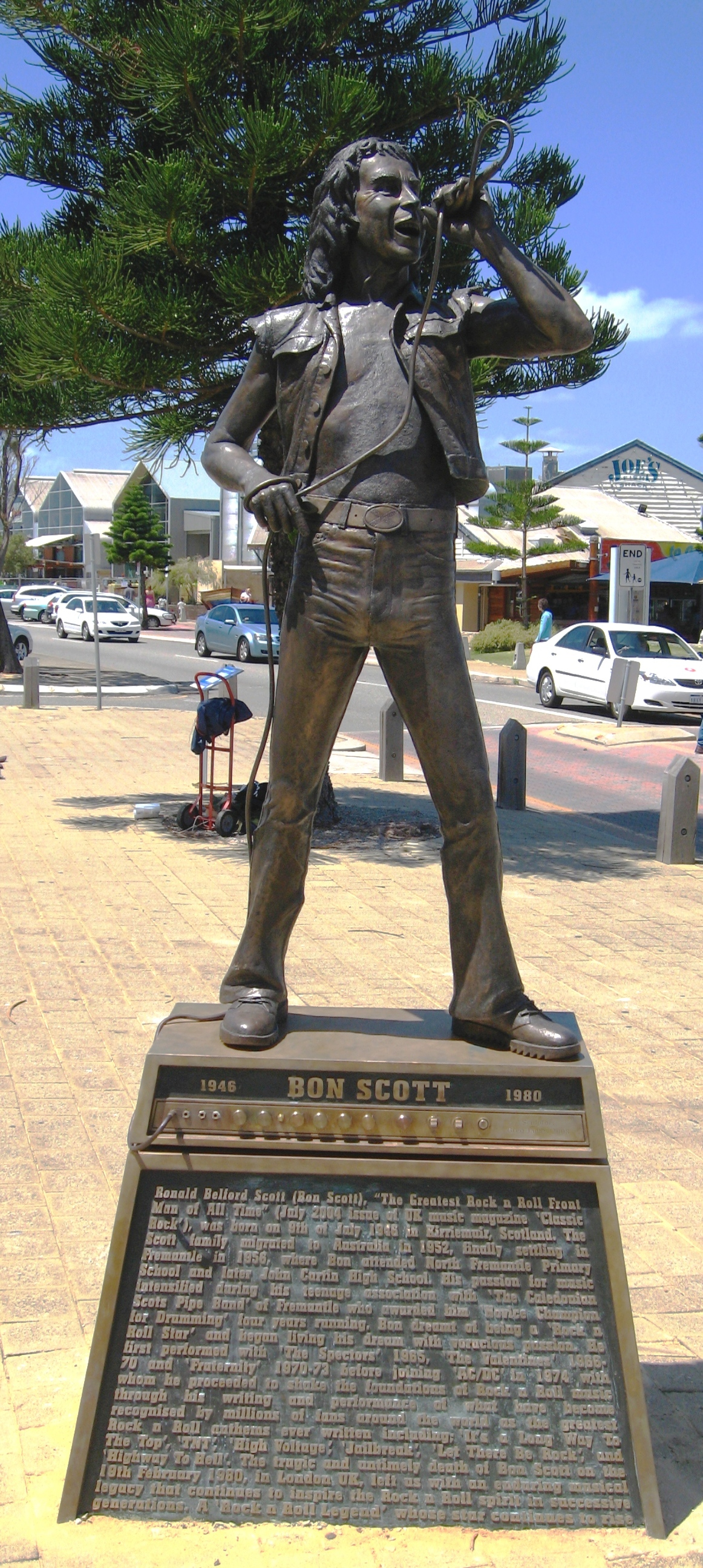
Estatua de Bon Scott en Fremantle, Western Australia.

En la madrugada del martes 19 de febrero de 1980, Bon se dirigió al Music Machine de Camden (actualmente conocido como KOKO) y se retiró del lugar alrededor de las tres de la madrugada junto a su amigo Alistair Kinnear, quien se ofreció para llevarlo hasta su piso en Victoria. Durante el viaje, Kinnear percibió que Bon se había dormido, algo bastante normal para cualquier persona tras una noche de copas. Pero Kinnear no pudo ni siquiera sacarlo del coche una vez que llegaron a su destino, y optó por llevárselo a su propia casa, tras no conseguir despertar a Scott y dejarlo en el auto. Quince horas después, al volver al coche y encontrarse con Bon totalmente inconsciente, aterrorizado, lo llevó hasta el Kings College Hospital. Pero la pesadilla se había tornado realidad y Bon ya estaba muerto. Tenía 33 años. La causa certificada de su muerte fue intoxicación etílica y muerte accidental, broncoaspiración; es decir, se ahogó con su propio vómito.
Su último álbum de estudio con AC/DC fue Highway to Hell y su última grabación fue la canción Ride On en directo junto a la banda francesa Trust. Acababan de empezar las sesiones de un nuevo álbum que se publicaría a finales de año, pero contrataron a Brian Johnson (con una voz no tan cruda) tras su muerte y grabaron el álbum Back in Black, el cual fue un álbum muy exitoso.

## Eventos póstumos
Poco después de su muerte, el cantante británico Brian Johnson lo reemplazó como cantante y AC/DC grabó Back in Black, disco del que se han vendido cerca de 50 millones de copias, convirtiéndose en el segundo álbum más vendido de la historia de la música. La portada del álbum es completamente negra en señal de luto por Bon Scott.
Scott fue enterrado en el cementerio de Fremantle. Su tumba se ha convertido en uno de los iconos culturales de Australia. 30 años después de la muerte del cantante, la National Trust of Australia incluyó la tumba en la lista de lugares clasificados como patrimonio de Australia.[cita requerida]
En 2004, la película australiana Thunderstruck cuenta la historia de cinco fans de AC/DC en su peregrinación a la tumba de Bon Scott.
El 9 de julio de 2006, día en que Scott hubiese cumplido 60 años, robaron la placa de su tumba.
El 19 de febrero del 2010, la localidad australiana de Fremantle conmemoró con un repiquetear de campanas el 30.º aniversario del fallecimiento de Scott.
A pesar de las ya cuatro décadas de su fallecimiento, Scott sigue siendo el personaje más famoso de Fremantle, hasta donde han acudido admiradores de todo el mundo.
Los turistas que llegan al lugar, tienen previsto ir a tomar unas copas al bar favorito de Scott, "Little Creatures", y visitar la cárcel donde estuvo preso de joven antes de ser enviado a un centro de detención de jóvenes.
El grupo español de heavy metal Barón Rojo homenajeó a Scott (junto a otros roqueros fallecidos) en su canción "Concierto para ellos" perteneciente al álbum Volumen brutal (1982).

## Discografía

### Sencillos
Con The Spektors
- Gloria

Con The Valentines
- Every Day I Have To Cry / I Can't Dance With You (1967)
- She Said / To Know You Is To Love You (1967)
- Why Me / Getting Better (1968)
- Peculiar Hole In The Sky / Hoochie Coochie Billy (1968)
- I Can't Hear The Raindrops / Ebeneezer (1969)

Con Fraternity
- Seasons Of Change / Sommerville (1971)
- The Race, Part 1 / The Race, Part 2 (1971)
- If You Got It / Raglan's Folly / You Have A God (1971)
- Welfare Boogie / Annabelle (1972)

Con The Mount Lofty Rangers
- Round And Round And Round (1974)

Con AC/DC
- Jailbreak / Fling Thing (1976)
- Dog Eat Dog / Carry Me Home (1977) - Con AC/DC

### Álbumes
Con Fraternity
- My Old Man's a Groovy Old Man (1971)
- Flaming Galah (1972)

Con AC/DC
- High Voltage (Australia) (1974)
- T.N.T. (Australia) (1975)
- High Voltage (1976)
- Dirty Deeds Done Dirt Cheap (Australia) (1976)
- Dirty Deeds Done Dirt Cheap (1976)
- Let There Be Rock (1977)
- Powerage (1978)
- If You Want Blood You've Got It (1978)
- Highway to Hell (1979)
- '74 Jailbreak (1984)
- Volts (Parte de Bonfire) (1997)
- Live from the Atlantic Studios (Parte de Bonfire) (1997)
- Let There Be Rock: The Movie live in Paris (Parte de Bonfire) (1997)
- Backtracks (2009)
- Iron Man 2 (2010)

## Lecturas complementarias
- Highway to Hell: The Life and Times of AC/DC Legend Bon Scott - Clinton Walker, 1994. ISBN 1-891241-13-3